# Carolina Márquez

Carolina Márquez en el año 2023

Carolina Márquez (n. Bogotá, Colombia) es una cantante, compositor, productor y DJ colombo-italiana de música electrónica. Actualmente reside en Roma, Italia.

## Biografía de la cantante
En 1986 sale de su país y asiste a la Escuela de Arte Dramático de Barcelona. En 1991, su familia se traslada a Venecia, Italia donde estudia idiomas y literaturas modernas. Su carrera musical empieza en 1998 con un concierto en la ciudad de Milán, en donde presenta su primer sencillo “Sexo, sexo“ frente a 80 000 mil personas con gran éxito. Su primer sencillo, Sexo, sexo, la hace famosa en el ámbito de la música electrónica europea.
Carolina emerge en la música dance en el 1998 con su primer sencillo, N.º 1 en ventas en Italia: "Sexo, sexo" ha sido escrita e interpretada por ella misma. El disco salta a los primeros lugares en todos los ranking y pista de bailes; en poco tiempo Carolina Márquez se convierte en una de las figuras femeninas más contrastantes de la escena dance italiana. Carolina ha producido, escrito e interpretado un álbum completamente Dance: Más Música (Do It Yourself & Virgin - Italy), quince discos y ocho sencillos, primeros en todos los ranking italianos y europeos.
En el 2004 Carolina vuelve a los escenarios con un sencillo que se convierte a pocas semanas de su salida oficial, en un verdadero éxito internacional: "The killer's song - Vol. I". Un disco de gran energía, construido alrededor del sample hipnótico, "Twisted Nerve" del compositor Bernard Herrmann, extracto de la banda sonora del film "Kill Bill - Vol. I" de Quentin Tarantino. El disco es catapultado en el mercado de todo el mundo, y en el 2005 se convierte en el único hit italiano exportado en todo los ángulos del planeta. El suceso se vuelve electrizante.
Publicado en el 2005 por la DO IT YOURSELF, "The Killer's Song Vol. II" un álbum de MIXES, realizados por grandes DJ's de la escena electrónica europea. Entre los remixers que participaron en el proyecto, encontramos a los alemanes The Disco Boys. Ocupando las primeras posiciones en los ranking de Radios y TV, "The Killer's Song" se convierte en el himno del "MADE IN ITALY" en la One Night "SAMURAI" de Ibiza. 
En diciembre de 2005, "The Killer's Song Vol.I" es publicado por la EMI MUSIC, en Colombia, Venezuela, Ecuador y Perú, por la MAS LABEL en México y por la ULTRA en los Estados Unidos. 
En noviembre del mismo año, Carolina presenta en Italia su sencillo: "Pleasure Ground" óptimo follow up que sigue los mismos pasos del precedente: bass-line electrónico, melodía hipnótica y esa sensualidad que caracteriza todas sus producciones, entrando con fuerza en los ranking internacionales de ventas.
En 2006, lanzó el sencillo "Ángel de fuego", seguido del álbum de mismo nombre la cual incluye todos sus éxitos.
En la primavera del 2011, la HI Klass Music y la Do It Yourself Multimedia Group, dos discográficas italianas se unen para lanzar en todo el mundo su nuevo proyecto “WICKED WOW“ producido por el italiano Vanni Giorgilli y por el DJ francés Kylian Mash. 
El 1 de abril de 2011, “WICKED WOW“ remezclado por DJ Chuckie sale al mercado italiano, entrando en el ranking Top 20 de iTunes como el disco Dance más vendido en las primeras dos semanas. En el mercado europeo, el sencillo escala los ranking oficiales POP y CLUB en el Reino Unido (UK) y las oficiales de DMC World. Carolina Márquez actualmente se desplaza en tour en los mejores Clubs y Discotecas de Italia y Europa.
En marzo de 2013, lanza el sencillo "Sing La La La" con la colaboración de Flo Rida y Dale Saunders ingresando en las listas europeas, dejando al descubierto uno de los mayores éxitos del verano europeo de 2013. De hecho, con esta canción recibe la certificación de oro en Italia.
Tras el éxito de "Sing La La La", en octubre de ese mismo año, edita el sencillo "Get On The Floor" con la colaboración del cantante estadounidense Pitbull, Dale Saunders y Roscoe Umali, en el que reúne sonidos latinos y brasileños.
En junio de 2014 lanzó el sencillo "Super", nueva versión de la canción originalmente editada por Gigi D'Agostino y Albertino en 2001.
En 2015, lanza el sencillo "Summerlove / Right Now (Na Na Na)" editado en 2 versiones diferentes, con la colaboración del productor alemán Shaun Bate y el italiano Nick Peloso.
En abril de 2016, a través del sello Do It Yourself lanza el sencillo titulado Oh La La La en colaboración con Akon y J Rand.

## Discografía

### Álbumes
- Más Música (2002)
- Ángel de Fuego (2006)

### Sencillos
- S.E.X.O. (Verano 1998)
- Amor Erótico (Invierno 1998)
- Super DJ (Verano 2000)
- Bisex Alarm (Otoño - Invierno 2000)
- Ritmo (Verano 2001)
- Discomani (Invierno 2001)
- Más Música (Primavera 2002)
- The Killer's Song (Invierno 2004)
- Pleasure Ground (Otoño 2005)
- Angel De Fuego (Primavera 2006)
- WICKED WOW (Primavera 2011)
- Weekend (Wicked Wow) (Carolina Márquez vs JayKay con Lil Wayne & Glasses Malone) (2012)
- Sing La La La (Carolina Márquez con Flo Rida & Dale Saunders) (2013)
- Get on the Floor (Vamos Dançar) (Carolina Márquez con Pitbull, Dale Saunders, & Roscoe Umali) (2013)
- Super (2014)
- Disco Jump (Roxxio con Carolina Márquez & Snoop Dogg) (2014)
- Summerlove / Right Now (Na Na Na) (2015)
- Oh la la la (Carolina Márquez con Akon & J Rand) (2016)